# Rockwell AIM-65

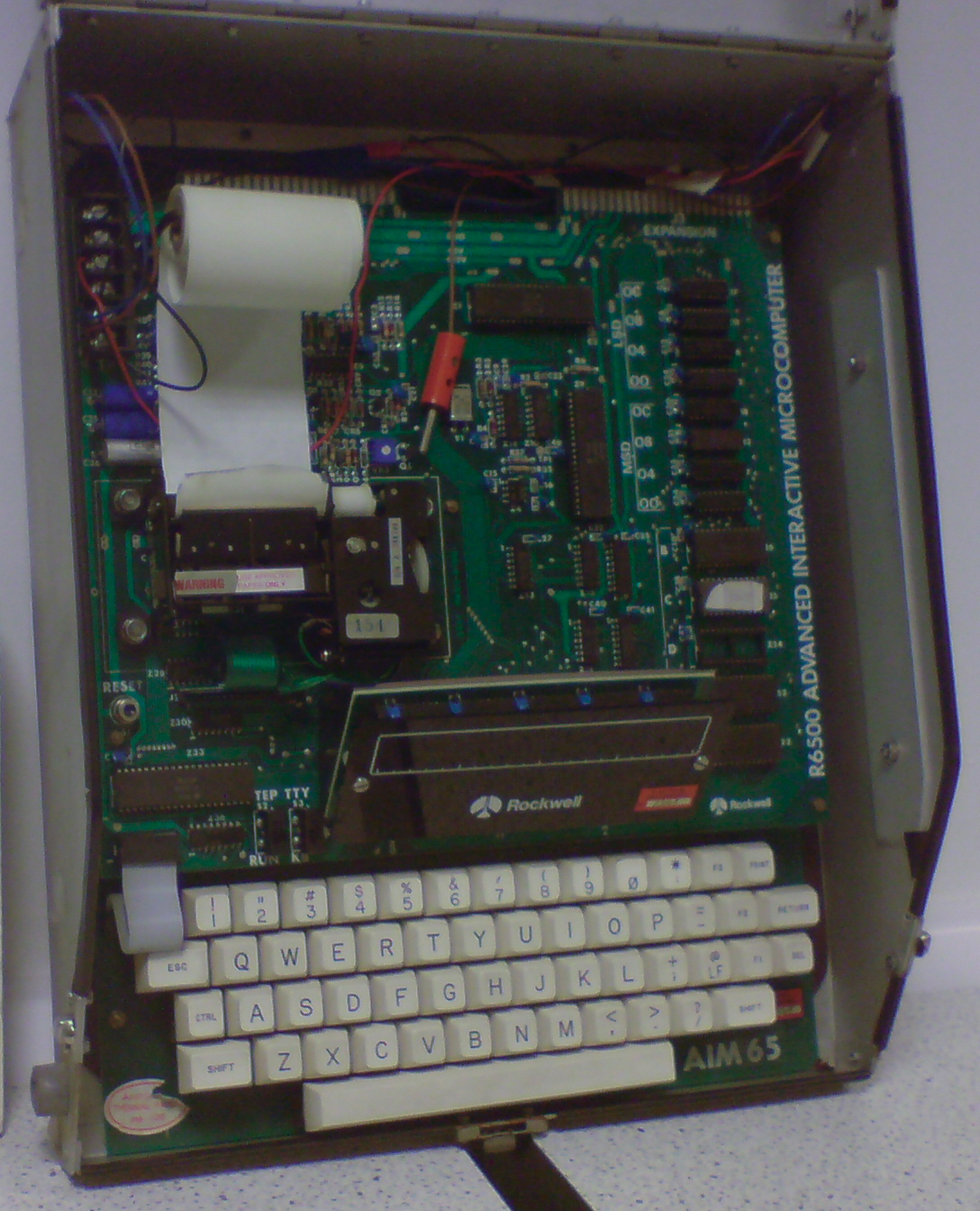
AIM-65.

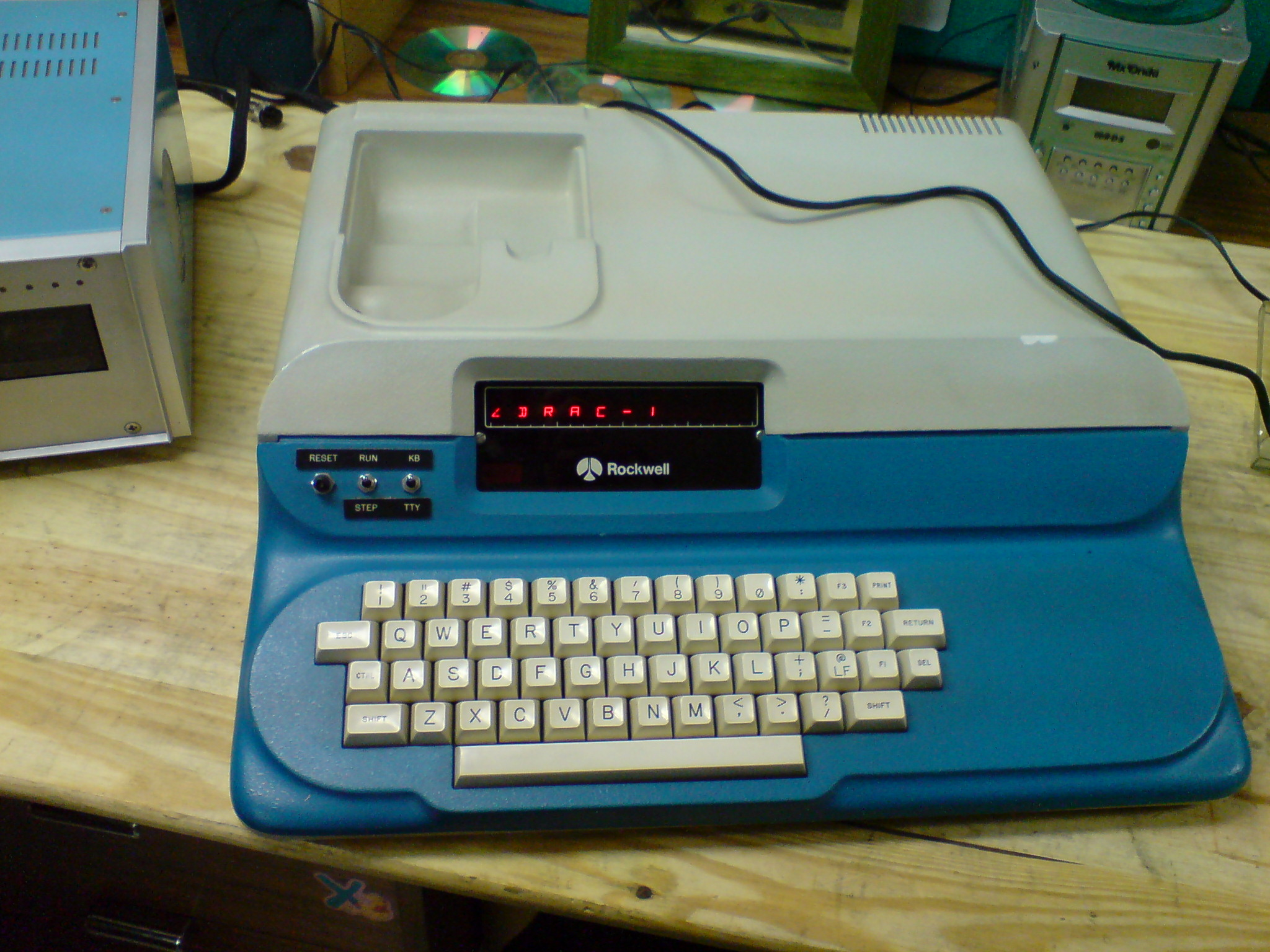
Comelta Drac-1.

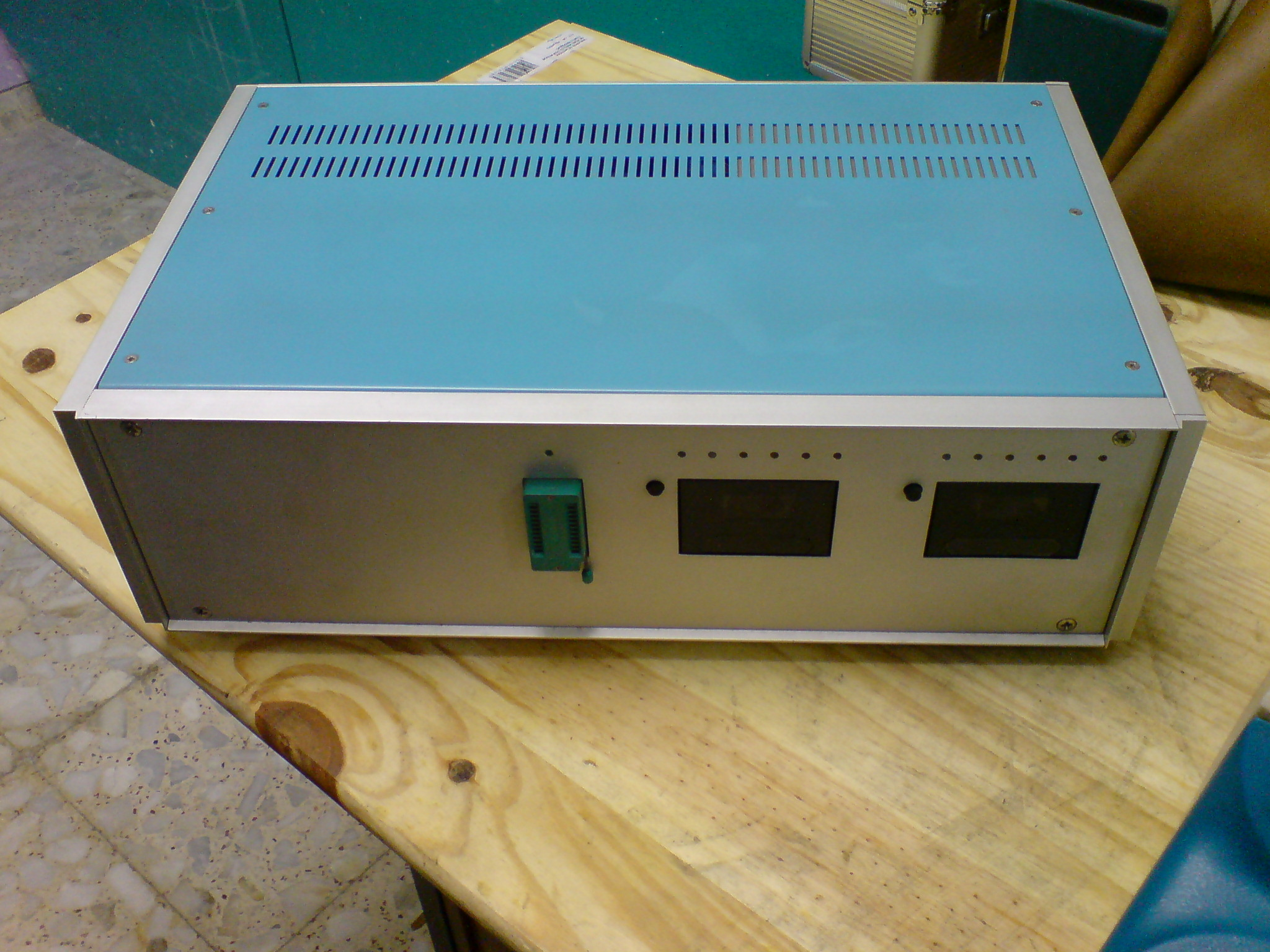
Comelta Drac-1 caja de ampliación.

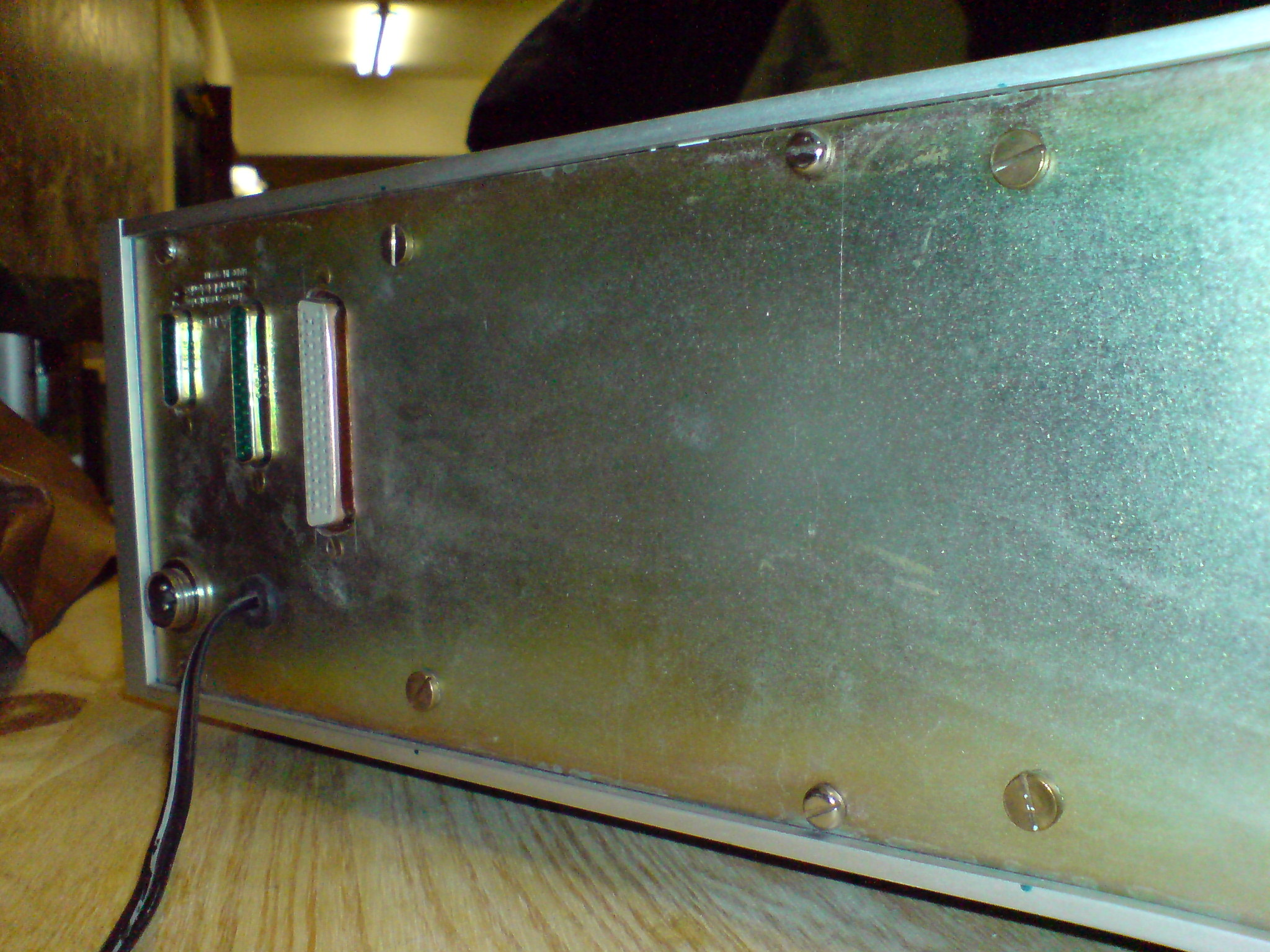
Conectores de la caja de ampliación.

El Rockwell AIM-65, introducido en 1976, fue un computador basado en el microprocesador 6502 de MOS Technology diseñado para entrenamiento y desarrollo. El AIM-65 era el hermano mayor del computador KIM-1. El software disponible incluyó un monitor con ensamblador/desensamblador de una línea a la vez, intérprete BASIC, ensamblador, PASCAL, PL/65, y sistema de desarrollo FORTH. El hardware disponible incluyó un controlador de disquete y una placa madre para expansión.
El software estándar incluyó el monitor en ROM llamado Advanced Interactive Monitor (AIM) (Monitor Interactivo Avanzado), de allí el nombre del sistema. El monitor ofrecía un ensamblador de línea, desensamblador, capacidad para modificar y ver el contenido de la memoria y los registros, iniciar la ejecución de otros programas y más. La ejecución paso a paso fue posible usando la interrupción no enmascarable (NMI). El command prompt (indicador de orden) era el símbolo de "menor que", "<". Al recibir una orden de simple carácter, se añadía el carácter de entrada y el signo de "mayor que", ">". Si la impresora térmica hubiera estado encendida, ésta hubiera escrito, en una sola línea, el carácter. El monitor incluyó un número de rutinas de servicio y fue documentado completamente, incluyendo el código fuente.
La máquina ofrecía un control de cinta doble. Esto permitió escribir grandes programas en ensamblador usando el ensamblador de dos pasos que había en la ROM. El texto del código fuente era escrito dos veces consecutivamente en la cinta de entrada, y el ensamblador era invocado. Éste podía arrancar y parar la cinta de casete de entrada usando el control del motor. Durante el primer paso, la tabla de símbolos era hecha y almacenada en RAM. Durante el segundo paso los símbolos serían traducidos y el código en lenguaje máquina escrito en la segunda cinta, usando también el control del motor. El poder evitar almacenar el código en RAM hizo posible ahorrar mucho espacio. Sin embargo, seguía siendo importante mantener los símbolos cortos puesto que el tamaño del RAM a menudo no eran más de 4 KB.
Rockwell lanza un chasis de expansión, el Microflex 65 que admite hasta tres placas de ampliación y pone disponibles las siguientes ampliaciones
- Single board computer (SBC).
- 8 KB de RAM estática.
- 32 KB de RAM dinámica.
- 16 KB de PROM/ROM.
- Controlador de unidades de disquete
- Generador de imagen para tubo de rayos catódicos (texto)
- Tarjeta de reloj y entrada / salida de propósito general
- Interfaz de comunicaciones asíncronas
- Contolador de bus IEEE 488

En 1978, MTU hizo una tarjeta de "Visible Memory" (Memoria Visible) que trabajaba con las computadoras KIM-1 y AIM-65, proporcionando capacidad de representación gráfica de trama. MTU también hizo el primer sintetizador de música en tiempo real para un microcomputador; trabajaba con el KIM-1 y el AIM-65, y ofrecía un DAC con software que proporcionaba 4 voces de síntesis por tabla de onda.
En 1981, Rockwell introdujo el AIM-65/40, un modelo mejorado con una pantalla de 40 caracteres.
En España es distribuido por Comelta, que desarrolla varias tarjetas de ampliación para el equipo:
- CR-106: 8 Kbytes de RAM
- CR-119: Expansión de RAM/ROM y PROM
- CR-120: Programador Universal
- CR-115: Control para Microcasete (dos registradores)
- CR-113: Control de vídeo
- CR-401: Placa Bus (Standard S-64)

Comelta lo utiliza como base para su nuevo desarrollo, el Comelta Drac-1. El primer prototipo incluye un AIM 65 en una caja azul diseñada por una empresa boloñesa, con fuente de alimentación incluida en la caja (proporciona +5v, +12v, -12v, y +24v para la impresora), y en una caja metálica MOTEK montan todas las ampliaciones: un ventilador planar, dos Microcassette Data Recorders de Creative Machineries Int. Inc., un conector ZIF (Fuerza de inserción nula) para EPROMs y las conexiones necesarias. El equipo usa un gran televisor en blanco y negro. Pero al poco se saca el modelo definitivo con unidades de disquete de 8 pulgadas y el prototipo queda sin apenas uso en una estantería hasta que es subastado en eBay España
En 2003, todavía estaban en uso algunas de estas viejas computadoras de 27 años, controlando varias pantallas y criaturas en un show de Halloween de alta tecnología cerca de Alexandria, en Virginia.

## Especificaciones técnicas
- CPU: Rockwell 6502 a 1 MHz
- Teclado QWERTY de 54 teclas integrado
- Pantalla LED de 20 caracteres alfanuméricos (16 segmentos)
- Impresora térmica integrada de 20 caracteres
- Interface serial RS-232
- Conector de expansión
- Conector de aplicaciones con el chip 6522 VIA
- 4 KB RAM
- 5 zócalos para chips ROM/RAM de 4 KB